# Vladimir Schönauer
Vladimir Šenauer, zvan Geza i Ćićo (Split,  29. studenog 1930. – Split, 5. siječnja 2013.), jedan od nekadašnjih legendarnih igrača Hajduka, za Bile je odigrao 471 utakmicu i postigao 132 pogotka. S Hajdukom sudjelovao u osvajanju prvenstva 1950., 1952. i 1954./55. Prema Ivi Begi bio je veoma vješt u iznuđivanju kaznenih udaraca. Po struci je bio diplomirani ekonomist.
Rodio se u braku hrvatskog Židova iz Daruvara Geze Schönauera, trgovca, i Hrvatice Zorke (djevojački Rakelić) iz Splita. Roditeljskim dogovorom riješeno je vjersko pitanje kod djeteta: ako im dijete bude sin bit će Židov (netipično za židovsku tradiciju!), a ako bude kćer bit će katolkinja.
Kao dijete bio je u zbjegu u južnoj Italiji 1944. godine. Ondje je vidio Hajdukovce na legendarnoj utakmici protiv britanske reprezentacije u Bariju, što je raspalilo njegovu strast prema Hajduku.
Igrao je najveći dio karijere za splitskog Hajduka, uz iznimku kad je dvije godine igrao za beogradski BSK. S Hajdukom je osvojio tri naslova državnog prvaka, legendarnu iz 1950. kad su bili prvaci bez poraza, te 1952. i 1955. godine. U dvije godine s BSK-om osvojio je jedan državni kup, pobijedivši pritom bivše suigrače iz Hajduka i suigrača Vladimira Bearu koji je tad igrao u Crvenoj zvezdi.
Završio je Ekonomski fakultet u Beogradu.
Bio je šefom recepcije u splitskom hotelu Marjan do 1979., a nakon toga od 1979. do 1990. bio je direktor stadiona na Poljudu.
Na rangu golgetera Šenauer je na 18. mjestu, prvi je Frane Matošić sa 729 golova, a slijede Lemešić, Benčić, Vukas, Nadoveza, Vlade Kragić, Anković, Hlevnjak, Vidošević, Jerković, Žungul, Zvonko Bego, Papec, Radovniković, Mirko Bonačić, Andrijašević, Šurjak i Šenauer. 
Geza je bio poznat je po specifičnom načinu iznuđivanja kaznenih udaraca. Prema riječima hajdučke legende Ive Bege Vladimir Geza Šenauer,bio je najveći glumac u povijesti Hajduka, jer niko u sto godina ni približno nije odglumija toliko penala ka Geza... 
Osim za Hajduka, igrao je za BSK-a, Austriju iz Klagenfurta, karijeru je završio igrajući za drugoligaškoga Splita.
Bio je aktivan član u upravi splitskoga kluba, a od 1979. do 1990. dir. poljudskog stadiona.
Za stoti rođendan Hajduka uručena mu je hajdukova povelja kao i svima ostalima živućim trenerima te igračima koji su skupili sto utakmica u bijelom dresu ili nastup za reprezentaciji. Među ostalima dobili su je i Zvonko Bego, Ante Grčić, Davor Grčić, Mario Boljat, Ivica Hlevnjak, Dragan Holcer, Siniša Fulgosi, Vilson Džoni, Drago Čelić, Bogdan Kragić, Zlatko Papec.
Statistika u Hajduku
| Natjecanje        | Nastupi | Zgoditci |
| ----------------- | ------- | -------- |
| Prvenstvo         | 192     | 37       |
| Kup               | 27      | 8        |
| Superkup          | 0       | 0        |
| Međunarodne       | 2       | 1        |
| Splitski podsavez | 0       | 0        |
| Ukupno            | 221     | 46       |
| Prijateljske      | 250     | 86       |
| Sveukupno         | 471     | 132      |

## Vanjske poveznice
- Nogometni leksikon